# Cobi Narita
Nobuko „Cobi“ Narita (* 3. März 1926 in San Pedro (Los Angeles); † 8. November 2023 in Los Angeles) war eine US-amerikanische Musikveranstalterin.

## Leben und Wirken
Narita lebte mit ihrer Familie während des Zweiten Weltkriegs im Rahmen der Internierung japanischstämmiger Amerikaner als 15-Jährige im Gila River Detention Camp in Arizona, wo sie eine Lagerzeitung organisierte. Nach Kriegsende beendete sie die Highschool und erhielt ein Stipendium für das Gettysburg College in Pennsylvania. Sie heiratete und zog sieben Kinder groß. In den 1960er Jahren arbeitete sie in Los Angeles ehrenamtlich im Jazzclub Memory Lane, in dem u. a. Sweets Edison, Houston Person und Etta Jones auftraten. Als ihre Ehe scheiterte, zog sie 1969 nach New York, um als Assistentin des Vizepräsidenten des International Council of Shopping Centers zu arbeiten. Seit 1972 war sie die Geschäftsführerin der gemeinnützigen Organisation Jazz Interactions, die musikpädagogische Programme und Konzerte veranstaltete. Unter anderem arbeitete sie für das Repertoire-Orchester Collective Black Artists, das sich für bedürftige Musiker einsetzte; in dem Projekt arbeiteten u. a. Stanley Cowell, Frank Foster und Charles Tolliver, geleitet wurde es von Reggie Workman, Jimmy Owens und Kenny Rogers. Narita organisierte auch Konzerte in der New Yorker Town Hall. 1976 gründete sie die Organisation Universal Jazz Coalition, der u. a. George Butler, Betty Carter, Dizzy Gillespie, Herbie Hancock, Ahmad Jamal, Bob James, Melba Liston, David Stone Martin, Jymie Merritt, Robert Moog, Clark Terry, George Wein und ihr neuer Ehegatte, der Plattenhändler Paul Ash, angehörten. 1977 war Narita kurzzeitig Besitzerin des Club Casablanca; 1979 organisierte sie dort erstmals das New York Women’s Jazz Festival (künstlerische Leiterin war die Sängerin Jay Clayton); auch in den fünfzehn folgenden Jahren produzierte sie das Festival.
1983 schuf Narita für die Universal Jazz Coalition das Jazz Center of New York als Veranstaltungsort, ein Loft, in dem zahlreiche Workshops, Jamsessions und Konzerte stattfanden, u. a. mit Abbey Lincoln (deren Enja-Album Abbey Sings Billie sie produzierte), Dakota Staton und Maxine Sullivan, Dizzy Gillespie, Randy Weston, Ahmad Jamal, Billy Harper, Max Roach, George Coleman, Henry Threadgill und Harold Mabern. Dort etablierte sie auch die Konzertreihe Late Great Black Composers. Nach fünf Jahren musste der Standort jedoch wegen steigender Mieten aufgegeben werden. 1995 war sie Mitbegründerin der Veranstaltungsreihe International Women in Jazz, die sie mit Lorraine Gordon (Village Vanguard), Leslie Gourse und Sarah McLawler schuf. Ferner gehörte sie den Vorständen von Flushing Council of Culture and the Arts, der Japanese American Association of New York und der Asian American Arts Alliance an. In der 48th Street schuf sie 2002 den Veranstaltungsort Cobi's Place, in dem u. a. Jimmy Heath, Sandy Patton und Frank Owens spielten, aber auch Filme und Tanzdarbietungen gezeigt wurden. 2004 erkrankte sie an Parkinson; bei einem für ihre Behandlung organisierten Benefizkonzert 2010 traten u. a. Bobby Sanabria, Terell Stafford und Frank Owens auf.
2001 ehrte sie die Jazz Foundation of America mit dem Preis für das Lebenswerk.

## Weiterführende Literatur
- Leslie Gourse: Madame Jazz: Contemporary Women Instrumentalists New York City: University Press, 1995
- Wayne Enstice & Janis Stockhouse: Jazzwomen: conversations with twenty-one musicians; preface by Cobi Narita and Paul Ash. Bloomington: Indiana University Press, 2004